# Хырдапара-Дизакский магал
Хырдапара-Дизакский магал (азерб. Xırdapara-Dizaq mahalı) — один из магалов Карабахского ханства. На сегодняшний день территория Хырдапара-Дизакского магала, будучи исторически небольшой по площади, соответствует территориям Физулинского и Джебраильского районов Азербайджана.

## Краткая информация
- Год создания — 1747 год
- Центр — село Сараджыг
- Крупные населенные пункты — Сараджыг, Пирахмедли, Горадиз, Бёюк Марджанлы, Дашкесан.
- Соседние магалы — на западе — Бергюшадское, на севере — Дизакское, на востоке Джеваншир-Дизакские, на юге Карадагское ханство.

## География
Самые низкие точки рельефа находятся в долине реки Аракс (на юге магала).

## История
Основано в 1747 Панах Али-ханом.
В Карабахском ханстве было 25 магалов — 1) Джеваншир-Дизак, 2) Хырдапара-Дизак, 3) Дизак, 4) Дизак-Джабраиллы, 5) Чулундур, 6) Пусиян, 7) Мехри, 8) Бергюшад, 9) Гарачорлу, 10) Багабюрд, 11) Кюпара, 12) Аджанан-Тюрк, 13) Сисиан, 14) Татев, 15) Варанда, 16) Хачын, 17) Челебиюрд, 18) Талыш, 19) Коланы, 20) Демирчигасанлы, 21) Ийирмидеорд, 22) Отузики, 23) Кебирли (I), 24) II Кебирли (II) и 25) Джеваншир. 
Магалами управляли наибы, а селениями в составе магалов — кедхуды.
Начиная с 1747 года с титулом наиба в Хырдапара-Дизакский магала правил Мелик Намаз-Али-бек Пирахмедли. Центром магала был селение Пирахмедли. В 1788 году центр магала был перенесён в Сараджик.
К середине XVIII в. магалные наибы пользовались всеми правами феодальных правителей – имели судебную и административную власть. В пределах своих владений наибы обладали феодальным иммунитетом. Они имели свои вооруженные отряды. Однако власть магалских наибов не выходила за пределы их укреплений и соседних селений.
Магал ликвидирован в 1840 году и преобразован в российскую провинцию. На основе царской реформы «Учреждение для управления Закавказским краем» от 10 апреля 1840 года в составе Каспийской области был образован Шушинский уезд. Хырдапара-Дизакский магал был присоединён к Варандинскому участку Шушинского уезда.

## Наибы
| Титул | Имя                            | Начало замещения должности | Конец замещения должности |
| ----- | ------------------------------ | -------------------------- | ------------------------- |
| Наиб  | Мелик Намаз-Али-бек Пирахмедли | 1747                       | 1788                      |
| Наиб  | Мелик Гасан-бек Сараджиги      | 1788                       | 1822                      |

## Экономика
Жители магала занимались скотоводством и земледелием. В земледелии жители магала умели террасировать горные склоны под посевные площади и возводить систему орошения террас. Выращивали дизакцы озимый ячмень и яровую пшеницу. Также население занималось сукноделием, ковроткачеством, вязанием шерстяных носков, обработкой кожи и шерсти, изготовлением войлока — кечечилик.

## Современность
На сегодняшний день территория Хырдапара-Дизакского магала соответствует территориям Физулинского и Джебраильского районов Азербайджана; с 1993 по 2020 год территория де-факто контролировалась непризнанной Нагорно-Карабахской Республики.